# Xã Keller, Quận Burke, Bắc Dakota
Xã Keller (tiếng Anh: Keller Township) là một xã thuộc quận Burke, tiểu bang Bắc Dakota, Hoa Kỳ. Năm 2010, dân số của xã này là 33 người.